# Medingėnai
Medingėnai (žemaitsky Medingienā) je ves v západní části Litvy, v Žemaitsku, v Telšiaiském kraji, okres (lit.: savivaldybė) Rietavas, 13 km na severovýchod od Rietava, na levém břehu řeky Minija. Ve vsi je pošta (PSČ LT-90012), v roce 1902 byl zásluhou kněze Kazimiera Mikalauska postaven podle projektu Nikolaje Andrejeva nynější neogotický dřevěný kostel Nejsvětější Trojice (lit. Švč. Trejybės bažnyčia). U Minije je koupaliště (je tam vodopád). Panoráma (části) Medingėnů je hezky vidět z kopce Palikimo kalnas.

## Minulost
Medingėnai byly známy již ve 12. či 13. století (v zemi Cẽklisu v Kurši). Je to jedno z nejstarších měst Žemaitska. V roce 1667 je zmiňován jako centrum Medingėnského povietu (lit.: pavietas, polsky: powiat). V roce 1671 byl péčí kněze Geča postaven první dřevěný kostel (Nejsvětější Trojice). V roce 1881 byl prodloužen, v roce 1889 byla vedle postavena zděná zvonice. V roce 1902 byl postaven nynější kostel, v roce 1907 instalovány nové varhany. V 16. století zde bylo kolem 3500 obyvatel.

## Významné osobnosti
- V Medingėnském dvoře (3 km od centra) se narodila Šatrijos Ragana (vlastním jménem Marija Pečkauskaitė) (1877–1930), litevská spisovatelka.

## Skloňování
- 1. p. Medingėnai
- 2. p. Medingėnů
- 3. p. Medingėnům
- 4. p. Medingėny
- 5. p. Medingėny!
- 6. p. (o) Medingėnech
- 7. p. Medingėny

Medingėnai jsou v češtině i v litevštině rodu mužského, vzor tvrdý, neživotný, číslo pomnožné.
Přivlastňovací tvary: Medingėnský, -á, -é, obyvatelé: Medingėňané.

Tento způsob skloňování není potvrzen ÚJČ AV ČR!